# Wolfgang Nägele
Wolfgang Nägele (* 23. Juni 1983 in Landsberg am Lech) ist ein deutscher Opern- und Theaterregisseur.

## Biografie
Wolfgang Nägele studierte zunächst Literaturwissenschaften und Philosophie an der Ludwig-Maximilians-Universität München.
Von 2007 bis 2016 verband ihn eine enge Zusammenarbeit mit dem Regisseur Hans Neuenfels, mit dem er u. a. bei den Salzburger Festspielen, am Aalto-Theater Essen, bei den Schwetzinger Festspielen, an der Bayerischen Staatsoper, bei den Bayreuther Festspielen, der Berliner Staatsoper Unter den Linden am Opernhaus Zürich und der Oper Frankfurt arbeitete.
Die Produktion Autland (Regie Beate Baron) bei der Ruhrtriennale 2009 begleitete er als Dramaturg.
Zu seinen eigenen Regiearbeiten zählen Musiktheater- und Schauspielinszenierungen u. a. an der Bayerischen Staatsoper, der Deutschen Oper Berlin, der Hamburgischen Staatsoper, am Staatstheater Mainz, der Staatsoper Hannover, am Staatstheater Darmstadt, dem Staatstheater Meiningen, dem Luzerner Theater, dem Theater Bielefeld, der Musikbiennale Venedig, der Philharmonie Luxemburg, dem Theater für Niedersachsen in Hildesheim, dem Stadttheater Bremerhaven, dem Landestheater Tübingen und beim Steirischen Herbst. Zuletzt inszenierte er „Der Freischütz“ am Stadttheater Bremerhaven, „Macbeth“ am Luzerner Theater, „Berlin Alexanderplatz“ am Theater Bielefeld (ausgezeichnet von der Zeitschrift die DEUTSCHE BÜHNE als beste Spartenübergreifende Produktion der Spielzeit 22/23) und „Il Trittico“ am Saarländischen Staatstheater Saarbrücken.
Seit der Spielzeit 2023/24 ist er als Hausregisseur am Theater Bielefeld engagiert.
Wolfgang Nägele war von 2014 bis 2016 Stipendiat der Akademie Musiktheater Heute der Deutschen Bank Stiftung. Mit seinem Konzept von Don Pasquale war er Semifinalist des Ring Award (2017) und gewann den Tischlerei Preis der Deutschen Oper Berlin. Als Auszeichnung für das interaktive Jugend-Stationentheater „Komm, wir machen eine Revolution!“ gewann er 2012 den Kulturförderpreis der Stadt Landsberg am Lech. Während seines Studiums war er Stipendiat der Studienstiftung des deutschen Volkes.

## Produktionen (Auswahl)
- Greek an der Bayerischen Staatsoper (2017)
- Boris Godunow am Staatstheater Mainz (2019)
- Delirio (UA) in der Tischlerei der Deutschen Oper Berlin (2019)
- Paradise Reloaded am Theater Bielefeld (2020)
- Le Vin Herbe an der Staatsoper Hannover (2020)
- Odysseus' Heimkehr am Theater Bielefeld (2021)
- La Bohème am Staatstheater Darmstadt(2021)
- Macbeth am Luzerner Theater (2022)
- Berlin Alexanderplatz (UA) am Theater Bielefeld (2022)
- Der Freischütz am Stadttheater Bremerhaven (2022)
- IL Trittico am Saarländischen Staatstheater (2023)
- A Midsummer Night’s Dream an der Korean National Opera (2024)
- A Streetcar Named Desire am Theater Bielefeld (2024)
- Hoffmanns Erzählungen am Theater Bielefeld (2025)

## Sonstiges
2022 begleitete ein Fernsehteam die Produktion „Berlin Alexanderplatz“ am Theater Bielefeld. Daraus entstand die bei ARTE gezeigte Dokumentation „Berlin Alexanderplatz – Ein Roman wird Oper“.